# Luv Is Rage 1.5
 Luv Is Rage 1.5 è il secondo EP del rapper statunitense Lil Uzi Vert. È stato pubblicato indipendentemente il 26 febbraio 2017 tramite SoundCloud. I brani raccolti nell'EP sono quelli esclusi dal suo album di debutto Luv Is Rage 2 del 2017. Il progetto include quattro tracce - incluso il singolo "XO Tour Llif3", che è stato aggiunto in seguito in Luv Is Rage 2  ed è prodotto da Derelle Rideout, DJ Plugg, DP Beats, JW Lucas e TM88 .

## Antefatti
Il progetto a quattro tracce è stato caricato esclusivamente sull'account SoundCloud di Lil Uzi Vert, con l'intenzione di preparare i fan alla successiva pubblicazione, Luv Is Rage 2. L'EP ha accumulato rapidamente milioni di streaming pur non essendo un progetto commerciale. In particolare, la canzone "XO Tour Llif3" ha attirato una notevole attenzione online, ottenendo la sua uscita come singolo commerciale.

## Singoli
Il 24 marzo 2017, Lil Uzi Vert ha pubblicato " XO Tour Llif3" sui servizi di streaming come singolo e, a maggio 2017, il singolo ha raggiunto il numero 7 nella classifica Billboard Hot 100.

## Tracce
1. Boring Shit – 3:10 (Symere Woods, Derelle Rideout)
2. Luv Scars K.o 1600 – 3:02 (Woods, Kenneth Smith)
3. XO Tour Llif3 – 3:02 (Woods,Bryan Simmons, John Lucas)
4. YSL – 3:15 (Woods, Don Paschall, Jr.)

Durata totale: 12:29

### Crediti
- "Boring Shit" contiene campioni non accreditati della sigla musicale della serie televisiva Reading Rainbow, scritta da Stephen Horelick, Dennis Neil Kleinman e Janet Weir.